# Агишбатой
Агишбатой (рос. Агишбатой) — село у Веденському районі Чечні Російської Федерації.
Населення становить 790 осіб (2019). Входить до складу муніципального утворення Агішбатойське сільське поселення.

## Історія
Згідно із законом від 20 лютого 2009 року органом місцевого самоврядування є Агішбатойське сільське поселення.

## Населення
| 1990 | 2002 | 2010 | 2012 | 2013 | 2014 | 2015 |
| ---- | ---- | ---- | ---- | ---- | ---- | ---- |
| 517  | ↘502 | ↗686 | ↗697 | ↗700 | ↗707 | ↘703 |
| 2016 | 2017 | 2018 | 2019 |      |      |      |
| ↗725 | ↗754 | ↗774 | ↗790 |      |      |      |